# Strictly 4 My N.I.G.G.A.Z.
Strictly 4 My N.I.G.G.A.Z. je drugi studijski album američkog repera Tupaca Shakura koji je 2. veljače 1993. objavila diskografska kuća Jive Records i T.N.T. Recordings. Sva prava trenutno pripadaju kući Amaru Entertainment, koju je osnovala Tupacova majka Afeni Shakur. N.I.G.G.A.Z. u nazivu albuma je akronim za Never Ig'nant Getting Goals Accomplished (hrv. Neuki ljudi nikada ne ostvaruju ciljeve); Z u nazivu zamjenjuje S koji se u engleskom jeziku stavlja da bi se postigla množina.
U SAD-u je do 2011. godine prodano 1,639,584 kopija albuma.

## Singlovi
| # | Naziv                  | Gost(i)        | Producent(i)                |
| - | ---------------------- | -------------- | --------------------------- |
| 1 | "Holler If Ya Hear Me" |                | Stretch                     |
| 2 | "I Get Around"         |                | The D-Flow Production Squad |
| 3 | "Keep Ya Head Up"      | Dave Hollister | DJ Daryl                    |
| 4 | "Papa'z Song"          | Wycked i Poppi | Big D The Impossible        |

## Popis pjesama
| Br. | Skladba                         | Trajanje |
| --- | ------------------------------- | -------- |
| 1.  | »Holler If Ya Hear Me«          | 4:38     |
| 2.  | »Pac's Theme (Interlude)«       | 1:56     |
| 3.  | »Point the Finga«               | 4:25     |
| 4.  | »Something 2 Die 4 (Interlude)« | 2:43     |
| 5.  | »Last Wordz«                    | 3:36     |
| 6.  | »Souljah's Revenge«             | 3:16     |
| 7.  | »Peep Game«                     | 4:28     |
| 8.  | »Strugglin«                     | 3:33     |
| 9.  | »Guess Who's Back«              | 3:06     |
| 10. | »Representin' 93«               | 3:34     |
| 11. | »Keep Ya Head Up«               | 4:22     |
| 12. | »Strictly 4 My N.I.G.G.A.Z...«  | 5:55     |
| 13. | »The Streetz R Deathrow«        | 3:26     |
| 14. | »I Get Around«                  | 4:19     |
| 15. | »Papa'z Song«                   | 5:25     |
| 16. | »5 Deadly Venomz«               | 5:13     |

## Vanjske poveznice
- – Strictly 4 My N.I.G.G.A.Z... (engl.)
- – Strictly 4 My N.I.G.G.A.Z... (engl.)